# Фанталис, Альберт Михайлович
Альберт Михайлович Фанталис (7 декабря 1939 — 26 ноября 2012, Москва, Российская Федерация) — советский и российский спортсмен, тренер и судья по лёгкой атлетике, заслуженный тренер России.

## Биография
Член сборной команды СССР (1964—1969). Работал младшим научным сотрудником ВНИИФК и тренером центрального спортивного клуба ВДФСО Профсоюзов. Являлся старшим тренером центра спортивной подготовки сборных команды России.
Среди его воспитанников — заслуженный мастер спорта по лёгкой атлетике, бронзовый призер чемпионата мира в помещении 2006 года, победительница кубка Европы по многоборьям (2003, 2004, 2006), чемпионка России в помещении 2006 года Ольга Левенкова.
В течение долгих лет Альберт Михайлович был главным судьёй по фотофинишу на крупнейших соревнованиях по лёгкой атлетике, проводившихся в России. В 2005 году был удостоен почётного знака «За заслуги в развитии олимпийского движения в России».
Умер 26 ноября 2012 года в Москве. Похоронен на Головинском кладбище.